# Tuzköy
Tuzköy é um vilarejo localizado na província de Nevşehir, Anatólia Central, Turquia, cujos moradores apresentam altos índices de doenças respiratórias, que são responsáveis por cerca de metade de todas as mortes no local. Tais mortes seriam devidas ao mesotelioma, uma forma violenta de câncer causada por exposição a amianto, também conhecido como asbesto, uma fibra natural que pertence ao grupo dos silicatos cristalinos hidratados.